# Eucratoscelus
Genre
Eucratoscelus est un genre d'araignées mygalomorphes de la famille des Theraphosidae.

## Distribution
Les espèces de ce genre se rencontrent en Tanzanie et au Kenya.

## Liste des espèces
Selon World Spider Catalog (version 14.0, 2013) :
- Eucratoscelus constrictus (Gerstäcker, 1873)
- Eucratoscelus pachypus Schmidt & von Wirth, 1990

## Publication originale
- Pocock, 1898 : On the scorpions, spiders and solpugas collected by Mr C. Stuart Betton in British East- Africa. Proceedings of the Zoological Society of London, vol. 1898, p. 497-524 (texte intégral).